# Манделбахтал
Манделбахтал (њем. Mandelbachtal) општина је у њемачкој савезној држави Сарланд. Једно је од 7 општинских средишта округа Сарпфалц. Према процјени из 2010. у општини је живјело 11.486 становника. Посједује регионалну шифру (AGS) 10045116.

## Географски и демографски подаци
Манделбахтал се налази у савезној држави Сарланд у округу Сарпфалц. Општина се налази на надморској висини од 450 метара. Површина општине износи 57,7 km². У самом мјесту је, према процјени из 2010. године, живјело 11.486 становника. Просјечна густина становништва износи 199 становника/km².

## Међународна сарадња
| Мјесто | Држава    | Врста сарадње | Од    |
| ------ | --------- | ------------- | ----- |
|        | Француска | партнерство   | 2005. |
|        | Француска | партнерство   | 1970. |
|        | Француска | партнерство   | 1974. |
| Вихте  | Белгија   | партнерство   | 1973. |
| Извор  |           |               |       |